# Tom Sawyer (chanson)
Pour les articles homonymes, voir Tom Sawyer (homonymie).
Singles de Rush
Entre Nous
(1980) Limelight
(1981)
Tom Sawyer est une chanson du groupe canadien Rush sur l'album Moving Pictures et nommée d'après le personnage littéraire créé par Mark Twain. Cette chanson fut publiée le 28 février 1981 au format single par le label Mercury. 
La structure de la chanson repose en grande partie sur le jeu de synthétiseur de Geddy Lee et les prouesses techniques du batteur Neil Peart. Tom Sawyer a été composé par Geddy Lee, Neil Peart et Alex Lifeson en collaboration avec le parolier canadien Pye Dubois, du groupe Max Webster. Cette chanson est une des plus connues du groupe, si bien qu'elle est diffusée sur les radios de rock classique et est jouée à chaque concert. 
Elle a atteint la 25e place au classemement du single le plus vendu du Royaume-Uni en octobre 1981, la place no 44 au classement Billboard Hot 100 et la no 8 au classement Billboard Top Tracks. En 2009, elle est nommée 19e plus grande chanson hard rock de tous les temps selon VH1. 
Tom Sawyer est une des cinq chansons de Rush introduites au Canadian Songwriters Hall of Fame le 28 mars 2010.

## Contexte et enregistrement
La chanson a été écrite par Geddy Lee, Neil Peart et Alex Lifeson en collaboration avec le parolier Pye Dubois du groupe Max Webster qui a aussi co-écrit les chansons de Rush Force Ten, Between Sun and Moon et Test For Echo. D'après l'émission de radio américaine In the Studio with Redbeard, qui a dédié un épisode entier à la conception de l'album Moving Pictures, Tom Sawyer a été imaginée alors que le groupe répétait lors de leurs vacances estivales à la ferme de Ronnie Hawkins aux alentours de Toronto. Un poème de Dubois intitulé Louis the Lawyer (Louis l'avocat), souvent incorrectement cité Louis the Warrior (Louis le guerrier), fut présenté à Peart. Il le modifia et l'allongea. Lee et Lifeson ont, par la suite, aidé à porter ce poème en musique. Le grondement du synthétiseur entendu dans la composition vient des expérimentations de Lee avec son Oberheim OB-X,.
En décembre 1985, le batteur et parolier Neil Peart écrivait dans la newsletter du Rush Backstage Club :
« Tom Sawyer was a collaboration between myself and Pye Dubois, an excellent lyricist who wrote the lyrics for Max Webster. His original lyrics were kind of a portrait of a modern day rebel, a free-spirited individualist striding through the world wide-eyed and purposeful. I added the themes of reconciling the boy and man in myself, and the difference between what people are and what others perceive them to be - namely me I guess. »
« Tom Sawyer est une collaboration entre Pye Dubois, un excellent parolier qui a écrit les paroles pour Max Webster, et moi-même. Les paroles originales étaient une sorte de portrait d'un rebelle actuel, un individu libre arpentant le monde avec un regard vif et déterminé. J'ai ajouté les thèmes de la réconciliation du garçon et de l'homme en moi-même, et de la différence entre ce que les gens sont et ce que les autres perçoivent d'eux - c'est-à-dire comme moi, je suppose. »
Alex Lifeson décrit son solo de guitare dans Tom Sawyer dans une interview en 2007 :
« I winged it. Honest! I came in, did five takes, then went off and had a cigarette. I'm at my best for the first two takes; after that, I overthink everything and I lose the spark. Actually, the solo you hear is Multitrack recording together from various takes. »
— (en) Joe Bosso, « Vital Signs », Guitar World,‎ juillet 2007

« J'ai improvisé. Honnêtement ! Je suis rentré, enregistré cinq prises, puis je suis sorti et ai fumé une cigarette. Je suis à mon meilleur lors de mes deux premières prises ; après cela, j'ai trop réfléchi et ai perdu la magie. En fait, le solo que vous pouvez entendre est composé de plusieurs prises. »

## Apparitions dans d'autres médias
- La chanson a été utilisée comme musique d'entrée du catcheur Kerry Von Erich[réf. nécessaire]. Il a utilisé le pseudonyme « Modern Day Warrior » au début de sa carrière, en référence au morceau.
- La tournée Snakes & Arrows Tour comprenait une introduction en vidéo de la chanson incluant les personnages de la série South Park. La séquence montre Eric Cartman, Kyle Broflovski, Stan Marsh et Kenny McCormick, dans le groupe « Lil' Rush », essayant de jouer le morceau, alors que Cartman change les paroles. Les autres garçons lui disent d'arrêter et recommencent la chanson, c'est alors que Rush commence à jouer[6].
- La chanson, remixée par DJ Z-Trip, est présente dans le film Small Soldiers (1998) de Joe Dante.
- La chanson a été utilisée dans une bande-annonce du film Ready Player One réalisé par Steven Spielberg, adaptation cinématographique du livre Player One dans lequel on trouve des références au groupe[7].